# Ojcowie Kościoła w dokumentach papieskich
Od początków XX w. ustalił się zwyczaj, że w zaokrągloną rocznicę urodzin lub śmierci danego ojca Kościoła zabierał głos papież. Czynił to w formie encykliki lub obszerniejszego listu. Dokumenty te oceniały dzieła danego ojca z perspektywy tysiącleci. Wyjaśniały, na czym polega ich aktualność i co mogą wnieść w życie dzisiejszego człowieka.
1. Ambroży z Mediolanu (zm. 397). 1600-lecie śmierci. List Apostolski Operosam diem Jana Pawła II (1 grudnia 1996).
2. Antoni Pustelnik (zm. 356). 1600-lecie śmierci. List Piusa XII do generałów wschodnich gałęzi zakonu św. Antoniego (31 maja 1956). Treść: Antoni jest twórcą eremityzmu. Wspomagał Atanazego w walce z arianizmem. Życiorys jego spisany przez Atanazego wywarł decydujący wpływ na nawrócenie Augustyna.
3. Augustyn (zm. 430). 1500-lecie śmierci. Encyklika Piusa XI (20 kwietnia 1930). Treść: Mąż opatrznościowy dla Kościoła. Pochwały dotychczasowych Papieży. Autorytet jego nie jest wyższy nad autorytet Kościoła. Wybrane, aktualne aspekty jego nauki: cel ostateczny, Bóg w Trójcy jedyny, Państwo Boże, łaska Boża i wolność woli, wytrwanie, małżeństwo.
4. Augustyn (zm. 430). 1600-lecie urodzin. List Piusa XII do generałów zakonów augustiańskich (25 lipca 1954). Treść: Wielkość św. Augustyna. Czym powinien on być dla dzisiejszego człowieka, zwłaszcza niewierzącego i szukającego prawdy.
5. Augustyn (zm. 430). 1600-lecie nawrócenia. List Apostolski Augustinum Hipponensem Jana Pawła II (28 sierpnia 1986). Treść: Augustyn jako doktor i pasterz. Jego nawrócenie. Augustyn i ludzie współcześni.
6. Bazyli Wielki (zm. 379). 1600-lecie śmierci. List Apostolski Patres Ecclesiae Jana Pawła II (2 stycznia 1980).
7. Benedykt z Nursji (zm. 547). 1400-lecie śmierci. Encyklika Piusa XII (21 marca 1947). Treść: Zasługi św. Benedykta jako zakonodawcy. Znaczenie jego reguły w ciągu wieków i dziś.
8. Benedykt z Nursji (zm. 547). List Apostolski Pawła VI ogłaszający go patronem całej Europy (24 października 1964. Treść: Św. Benedykt przyniósł sam i przez swych synów kulturę całej Europie przy pomocy krzyża, księgi i pługa.
9. Benedykt z Nursji (zm. 547). 1500-lecia urodzin. List Apostolski Sanctorum Altrix Jana Pawła II (11 lipca 1980).
10. Cyryl Aleksandryjski (zm. 444). Encyklika Piusa XI w 1500-lecie Soboru Efeskiego: Lux veritatis (25 grudnia 1931). Treść: Św. Cyryl był wybitnym teologiem i obrońcą Bożego macierzyństwa NMP, zjednoczenia osobowego dwu natur w Chrystusie, oraz prymatu papieskiego.
11. Cyryl Aleksandryjski (zm. 444). Encyklika Orientalis Ecclesiae decus Piusa XII na 1500-lecie śmierci (23 kwietnia 1944). Treść: Zagadnienie jedności Kościoła i zasługi Cyryla na tym polu.
12. Efrem (zm. 373). Encyklika Principis Apostolorum Benedykta XV ogłaszająca św. Efrema doktorem Kościoła powszechnego (5 października 1920). Treść: Św. Efrem, chluba Kościoła syryjskiego, największy poeta syryjski, wybitny teolog i asceta zostaje ogłoszony doktorem.
13. Grzegorz Wielki (zm. 604). Encyklika Iucunda sane Piusa X w 1300 rocznicę śmierci (12 marca 1904). Treść: Grzegorz jest wielki zarówno jako zwierzchnik Kościoła w czasach najazdu Longobardów na Italię, jak i jako pisarz, oraz organizator i wychowawca kleru. Przestroga przed błędami, z których wyłonił się modernizm.
14. Hieronim (zm. 420). Encyklika Spiritus Paraclitus Benedykta XV w 1600 rocznicę śmierci (15 września 1920). Treść: Życie św. Hieronima i jego zasługi na polu biblistyki. Jego nauka o Piśmie św. Wyjaśnienie aktualnych problemów biblijnych w świetle nauki Hieronima (natchnienie, bezbłędność, prawda Pisma św.).
15. Hilary z Poitiers (zm. 367). List Pawła VI na 1600 rocznicę śmierci (25 grudnia 1967). Treść: Hilary był głównym szermierzem ortodoksji przeciw arianom na Zachodzie. Główne jego dzieło De Trinitate. Pierwszy łaciński autor hymnów. Zasługi na polu łaciny teologicznej. Prekursor ekumenizmu.
16. Jan Chryzostom (zm. 407). List Benedykta XVI z okazji 1600. rocznicy śmierci św. Jana Chryzostoma (10 sierpnia 2007).
17. Leon Wielki (zm. 461). Encyklika Jana XXIII Aeterna Dei sapientia na 1500 rocznicę śmierci (11 listopada 1961. Treść: Był wielki jako tutor civitatis i jako luminarz wiedzy. Nauka Leona o jedności Kościoła. Biskup rzymski ośrodkiem widomej jedności. Prerogatywy urzędu nauczycielskiego. Życzenia powrotu oddzielonych Braci.
18. Marcin I papież (zm. 655). List Piusa XII w 1300 rocznicę śmierci (20 października 1955). Treść: Marcin był nieustraszonym obrońcą katolickiej nauki o dwu wolach i dwu działaniach w Chrystusie przeciw monoteletom.
19. Pachomiusz (zm. 348). List Piusa XII w 1600 rocznicę śmierci (25 marca 1948). Treść: Pachomiusz jest twórcą cenobityzmu, tj. życia wspólnego zakonnego (w odróżnieniu od eremityzmu). Jego klasztory odznaczały się sprężystą organizacją, żyły modlitwą i pracą, były oazami prawowierności i szkołami misjonarzy
20. Patryk (zm. 461). List Jana XXIII na 1500 rocznicę śmierci (18 listopada 1961. Treść: Patryk był prawdziwym apostołem Irlandii i zaszczepił w niej trwający po dziś dzień zapał misyjny. Bober 32.
21. Paulin z Noli (353–431 r.). List Piusa XII w 1600 rocznicę urodzin (5 listopada 1953). Treść: Zarys życia i działalności. Słynne stało się jego ubóstwo. Listy Paulina są pomnikiem chrześcijańskiej przyjaźni, on zaś sam wzorem biskupa katolickiego.